# De kleine kapitein en de schat van Schrik en Vreze
De kleine kapitein en de schat van Schrik en Vreze is een Nederlandstalige jeugdroman, geschreven door Paul Biegel en uitgegeven in 1975 bij Uitgeverij Holland in Haarlem. De eerste editie werd geïllustreerd door Carl Hollander. Het werk, geschreven voor kinderen vanaf 6 jaar, is het derde deel uit de trilogie over de kleine kapitein, en werd achtereenvolgens in het Duits (1976), Frans (1977), Afrikaans (1979) en Engels (1980) vertaald.

## Inhoud
Wanneer de kleine kapitein een van de zeven schatkisten opent die hij op zijn laatste reis (beschreven in het tweede deel) buit heeft gemaakt, vindt hij een brief die aangeeft dat de schatten toebehoren aan de grote heer van Schrik en Vreze. Met zijn schip de Nooitlek reist hij af naar het Wazige Oosten, de woonplaats van de heer. Als blijkt dat de schatkisten verdeeld dienen te worden onder diens zeven kinderen, reist de kleine kapitein de hele wereld af om ze terug te brengen.